# Palais de Beit-Salam
 (mars 2020).
Si vous disposez d'ouvrages ou d'articles de référence ou si vous connaissez des sites web de qualité traitant du thème abordé ici, merci de compléter l'article en donnant les références utiles à sa vérifiabilité et en les liant à la section « Notes et références ».
Le palais de Beit-Salam ou Beit-Salam est la résidence du président de l'union des Comores. Il fait partie des biens sacrés historiques nationaux.